# ヤマドリタケ
ヤマドリタケ（山鳥茸、学名: Boletus edulis）はイグチ目イグチ科ヤマドリタケ属の食用キノコ。香りが良く、「ポルチーニ」あるいは「ポルチーニ茸」としてイタリア料理、ポーランド料理など、ヨーロッパでよく使われる。日本でふつうに発生するヤマドリタケモドキ(Boletus aestivalis (=B. reticulatus))と非常に似ており、しばらくは混同されていた。

## 特徴

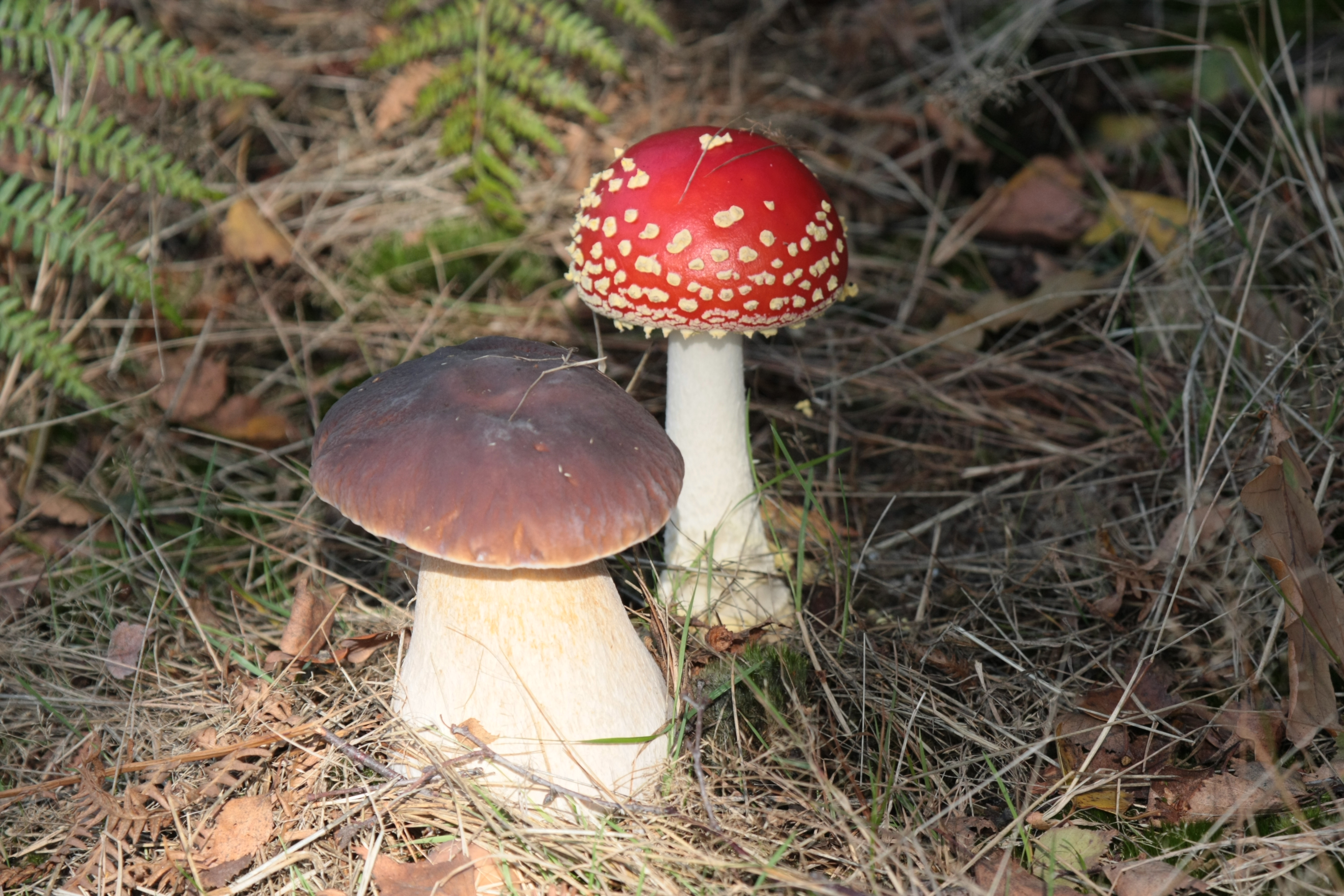
ヤマドリタケとベニテングタケ。ヤマドリタケ属はテングタケ属とともに子実体を形成することも多い。

主に樹齢20 - 40年程度のマツ属・トウヒ属・カバノキ属の樹木を宿主とする外生菌根菌。北半球の温帯から亜寒帯にかけて分布。外来種としてニュージーランドなどの南半球にも持ち込まれている。土壌は上部20cmでpH4.2程度の酸性を好む。
夏から秋にかけて、亜高山帯のモミ・ツガなどの針葉樹林の林床に子実体が発生する。B. rubricepsやB. pinophilusなどの近縁種があるが、種内の遺伝的多様性は極めて低い。
傘の直径は5 - 30センチメートル (cm) 。幼菌では半球状で、成菌になると平らに開いて楕円状になる。表面は滑らかで無毛、頂部が赤橙褐色から帯黄褐色で、縁が白い。湿潤環境では粘性があり光沢を帯びる。管孔は均一に密で上生から離生の黄色。孔口は幼菌は白い菌糸で覆われているが、成菌でそれが無くなり管孔と同色の淡黄色から帯オリーブ緑色になり、老菌で濃黄色に変化する。傘と菅孔は手で分離が容易。
柄は高さ6 - 20 cm、幅4 - 8 cm、かたくく中実。幼菌は卵型だが、成菌で円筒形に近づき、上部から下部にかけて太く栗色が淡く、上部には明瞭な網目模様がある。肉は白く、菅孔や柄を傷つけても急激な変色性はない。
胞子は黄色みがかった紡錘形で、長さ14 - 20マイクロメートル (µm)、幅4 - 6 µm。

## 産地
ヤマドリタケは大きくておいしい最高級のキノコとして知られ、栽培法が確立しておらず、現在でもすべてが天然物である。日本ではイタリア料理の普及とともにイタリア産が早くから輸入されており、イタリアが本場とされている。
ポーランドでヤマドリタケは「ボロヴィック・シュラヘートニィ(Borowik szlachetny)」とよばれ、これはポーランド語で「シュラフタ（ポーランド貴族）たちのポルチーニ」の意味である。ポルチーニ一般は「ボロヴィック」と総称される。ボロヴィックとは「針葉樹の森のキノコ」という意味がある。ヤマドリタケが豊富なポーランドでは昔からヤマドリタケを採取しポーランド料理にふんだんに使う習慣があり、ヤマドリタケのある生活が伝統である。ヤマドリタケはヨーロッパで広く珍重されるため、このきのこの採取は森の近くに住む田舎の人々にとって割の良い秋の収入源となっている。
なお、日本では北海道と青森県の針葉樹林で発生が確認されている。

## 近縁種

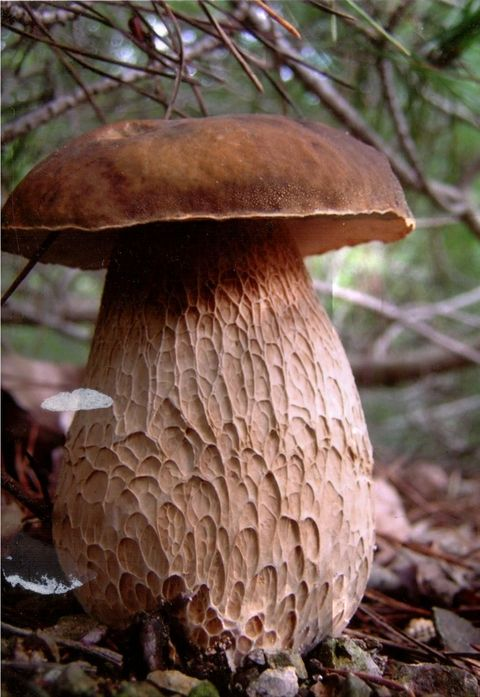
日本に多いヤマドリタケモドキ。肉がやわらかく、香りもヤマドリタケにはおよばない。

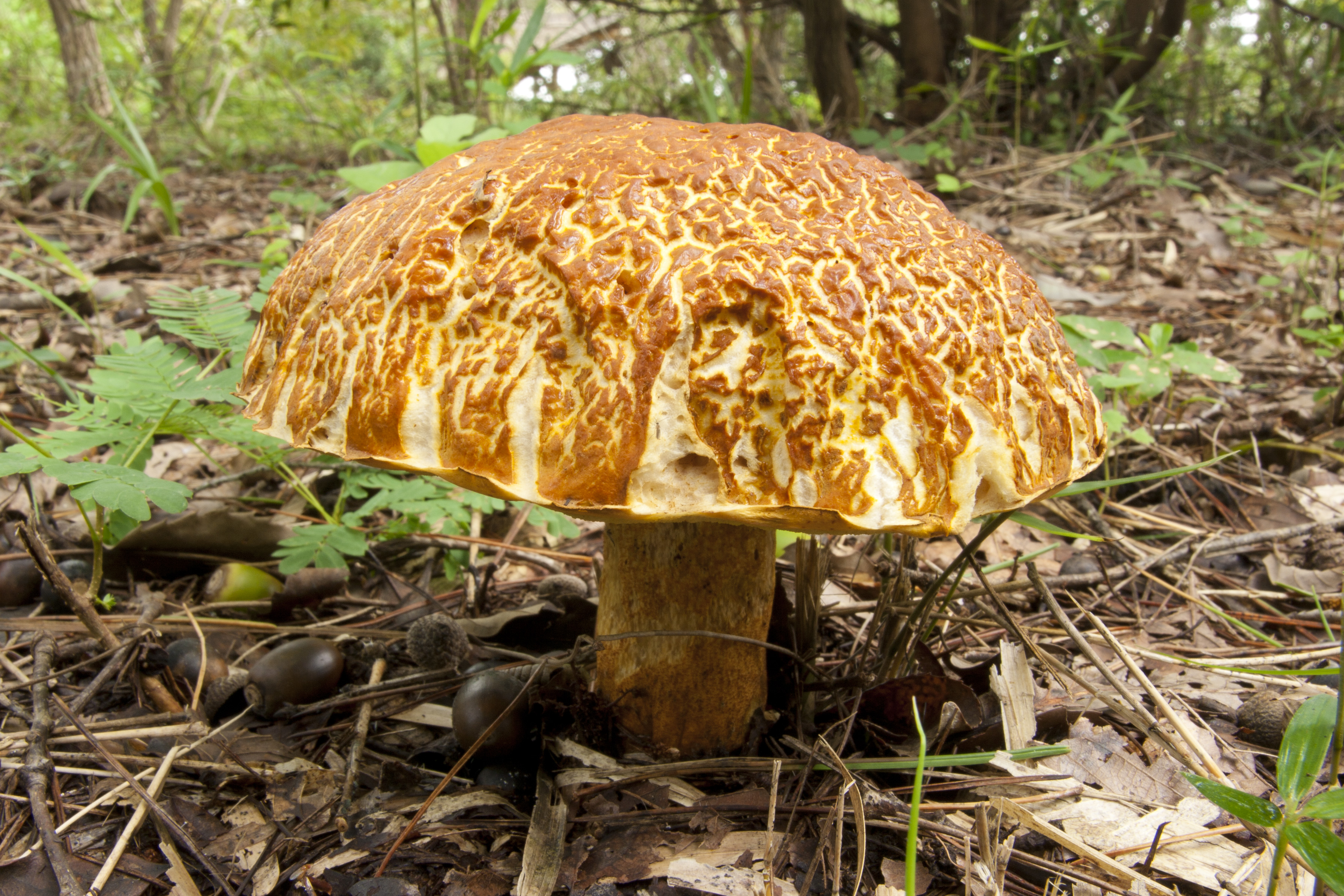
アカヤマドリ。形はヤマドリタケに近い。

近縁種には、ヤマドリタケモドキ (学名: Boletus reticulatus) という食用になるキノコがある。
ヤマドリタケとヤマドリタケモドキとの相違点は、
1. ヤマドリタケは傘の表面は無毛で赤橙色から帯黄褐色で光沢があるのに対し、ヤマドリタケモドキの傘の表面はビロード状で暗灰褐色から暗褐色で黄色を帯びるものがある[10]。
2. ヤマドリタケの柄には上部に網目模様があるのに対し、ヤマドリタケモドキの柄には全体に網目模様がある[10]。
3. ヤマドリタケはトウヒなど亜寒帯に生息するのに対し、ヤマドリタケモドキはブナなど温帯に生える[10]。

などの点から区別できるとされる。
日本では長らくヤマドリタケとヤマドリタケモドキは混同されてきたが、現在は本州中部以北の亜高山帯の針葉樹林に見られ、柄の上部に明瞭な網目があるものをヤマドリタケ、コナラなどブナ科の広葉樹林に見られ、柄の全体に網目があるものをヤマドリダケモドキとして区別している。
しかし、ヤマドリタケ属ヤマドリタケ節の分類は困難で、ヨーロッパや北アメリカにも、限られた専門家にしか識別できないほど類似した近縁種が複数存在する。
これらはイタリア語ではまとめてポルチーノ 伊: porcino （複数形はポルチーニ）と呼ばれ、アンズタケ、トリュフと並び珍重されている。ヤマドリタケはフランス語でセップ cèpe (de Bordeaux)、ドイツ語でシュタインピルツ Steinpilz などと呼び、近縁種のヤマドリタケモドキやススケヤマドリタケなどとともにヨーロッパ各地で食材として珍重されている。
なお近年になって本種とよく似た毒きのことしてウツロイイグチと強毒のドクヤマドリが発見されているので、注意を要する（後述）。また、ニガイグチも本種とよく似ており、毒きのこではないものの、苦くて食べられない。

## 食用
フランスでは「セップ」、イタリアでは「ポルチーニ」とよばれ、ヨーロッパで広く食べられている野生キノコで、ポーランド産のものが多い。肉質は味にくせがなく、肉厚で舌触りもよく、傘・柄とも繊維がしっかりしていて歯切れがよい。新鮮なものは生のままスライスして食べたりする。乾燥させると独特の強い芳香を放ち、その味わいを活かして各種ソースとして幅広く利用される。そのほか、パスタソース、リゾットの具、ソテー、スープ、マリネ、オイル漬けなどに使われる。乾燥品は製品化されたものが流通しており、日本でも手に入れることができる。乾燥品を水でもどすと黄褐色のだしが出るのでこれも料理に利用できるが、味が濃いのでひかえめに使うのがよい。炊き込みご飯にしてもよく、洋風だけでなく、和風や中華風など、さまざまな料理に合う。

## 類似の毒キノコ

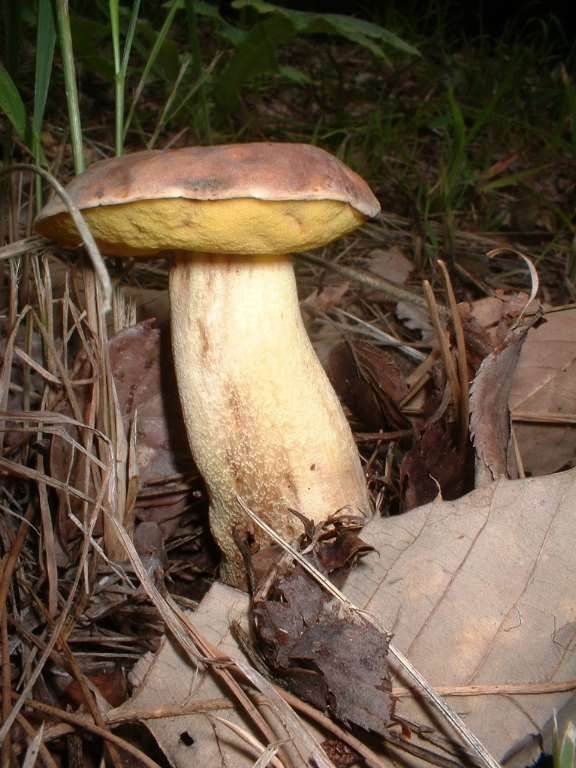
ドクヤマドリ

類似の毒キノコには、ウツロイイグチ（Xanthoconium affine）と、強毒のドクヤマドリ（ Boletus venenatus ）がある。
ドクヤマドリは、美味であるといわれるが、下痢嘔吐などの激しい胃腸障害が長時間にわたって続き、場合によっては脱水症状などで生命の危険に陥る可能性も考えられるので要注意。そのほかイグチ科ではいくつかの激しい中毒を引き起こす種類の存在が報告されている。ドクヤマドリの特徴は以下の通り。
- 軸は網目がなく大根のようにすべすべしてところどころにさび色のしみがある。
- 肉は薄く黄色を帯びており、空気に触れると弱い青変性がある。
- かさは黄土色から黄金色のビロード状で湿っても粘らない。
- 管孔は鮮やかな濃黄色から黄褐色。

本種は亜高山性針葉樹林性と言われる（富士山に特に多いという）が、本種と思われるキノコを広葉樹林で見かけたという情報もある。